# Virginie Despentes
Virginie Despentes, född 13 juni 1969 i Nancy, Lorraine i Frankrike, fransk författare och regissör.
Virginie Despentes började sin karriär som frilansjournalist på olika porrtidningar. Hon är känd för sina grova texter och vulgära språk. Courtney Love är hennes förebild. Tillsammans med skådespelerskan Coralie Trinh Thi skapade år 2000 hon filmen Baise-moi, efter hennes roman från 1994 med samma namn.

## Filmografi
- 2000 – Baise-moi (drama/thriller 77 min)
- 2009 – Mutantes (dokumentär 85 min)
- 2012 – Bye Bye Blondie (drama/komedi 87 min)